# Amos Bronson Alcott
Amos Bronson Alcott (Wolcott, 29 de noviembre de 1799-Boston, 4 de marzo de 1888) fue un pedagogo y escritor estadounidense, padre de la novelista Louisa May Alcott.

## Biografía
Hijo de Joseph Chatfield Alcox, un agricultor y mecánico, sus antepasados se habían asentado en Massachusetts occidental en los días en que todavía era colonia llevando el apellido Alcocke.
Autodidacta, tuvo que ponerse a trabajar en 1814 en una fábrica de relojes en Plymouth (Connecticut) y después de 1815 viajó al sur de los Estados Unidos como vendedor de libros y mercancías. Comienza a enseñar en Bristol en 1823, dirige escuelas en Chesire, en Bristol, Boston, Germantown y en Filadelfia.
En 1830 se casa con Abby May, hermana del reformador y abolicionista Samuel J. May. En 1834 abre la Temple School en Boston, que se hizo famosa por sus originales métodos, basados en el autoanálisis y en el deseo de estimular la personalidad del niño mediante la conversación, más que mediante la lectura. La escuela fue denunciada en la prensa y en 1839 cerró, pero Alcott se ganó el cariño de sus alumnos. En 1840 marchó a Concord. De su visita a Inglaterra trae la intención de establecer una comunidad utópica socialista. Este proyecto fracasa y en 1842 vuelve a Concord.
En sus últimos años de vida fue cuidado por su hija Louisa May Alcott. 

## Obra
- Observations on the Principles and Methods of Infant Instruction (1830).
- Record of the school. 1835.
- Exempling the general principles 1835.
- Conversations with Children on the Gospels v. I, 1836.
- Conversations with Children on the Gospels v. II, 1837.
- Tablets 1868.
- Concord Days 1872.
- Table-talk 1877.
- New Connecticut. an Autobiographical Poem 1887; 1.ª ed. privadamente impresa en 1882.
- Sonnets and Canzonets 1882.
- Ralph Waldo Emerson, Philosopher and Seer: An Estimate of His Character and Genius in Prose and Verse 1882.
- The journals of Bronson Alcott.